# Terany
Terany (in ungherese Terény) è un comune della Slovacchia facente parte del distretto di Krupina, nella regione di Banská Bystrica.